# Edificio México

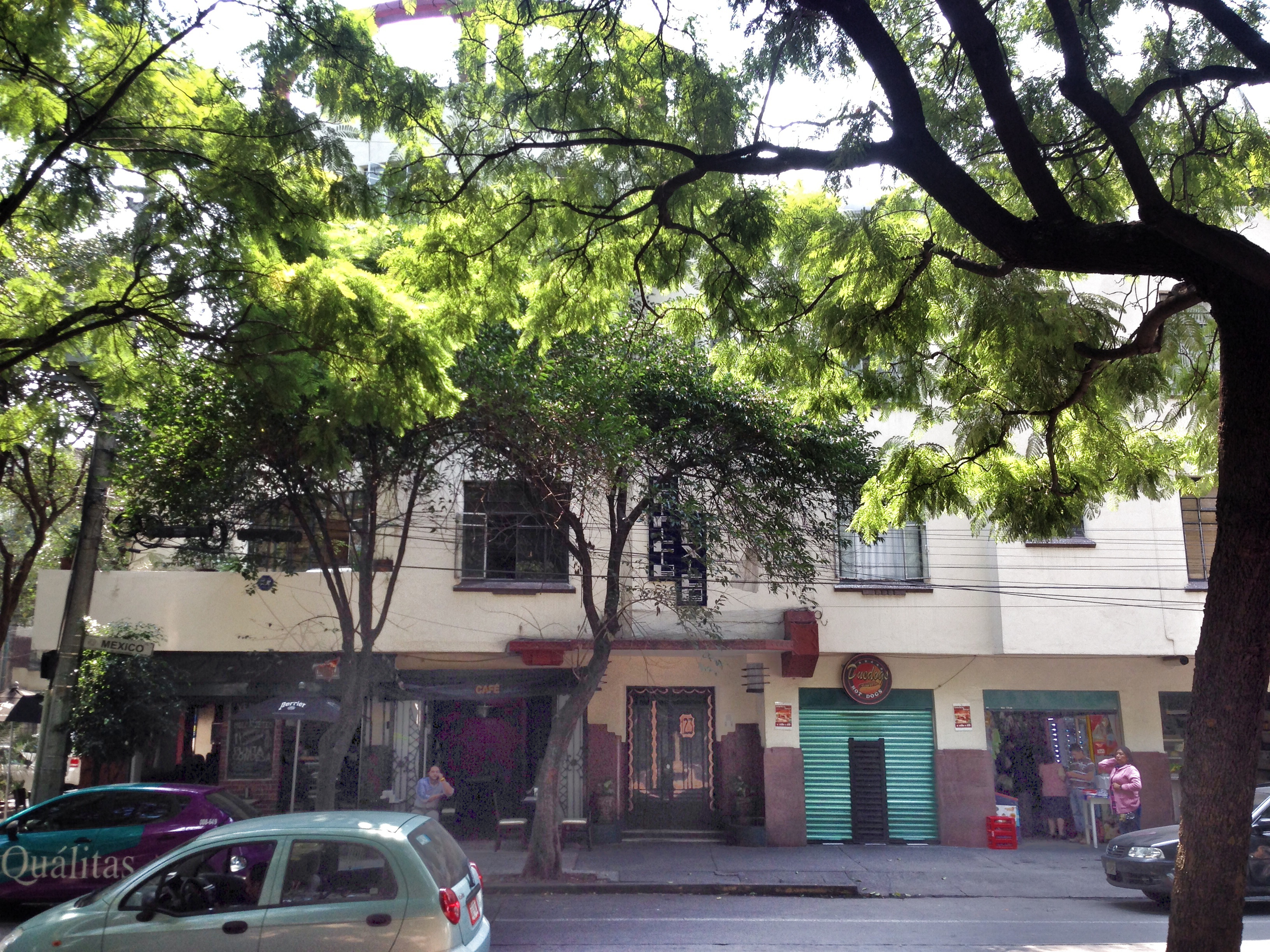
Visto de Avenida México

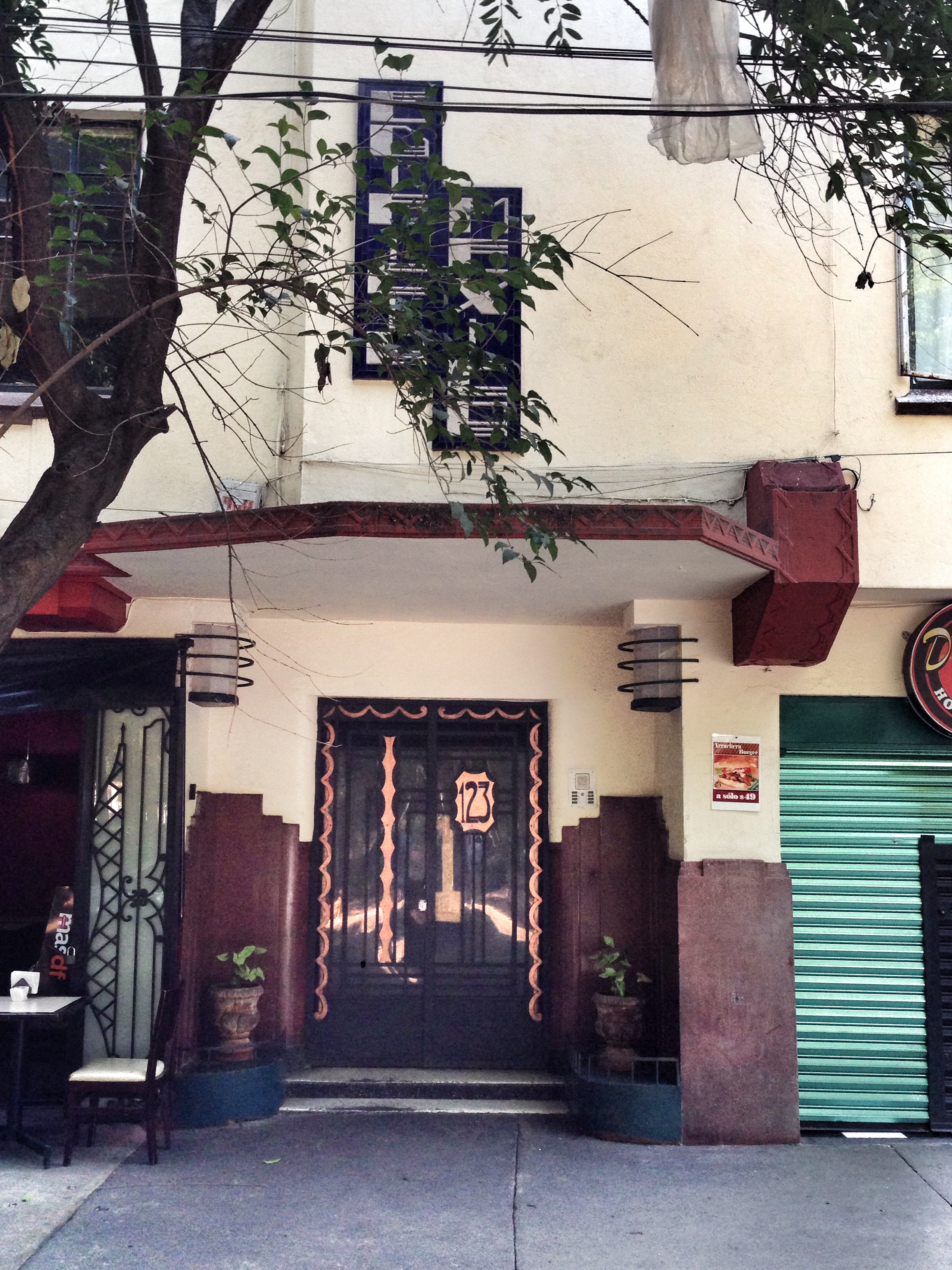
Entrada

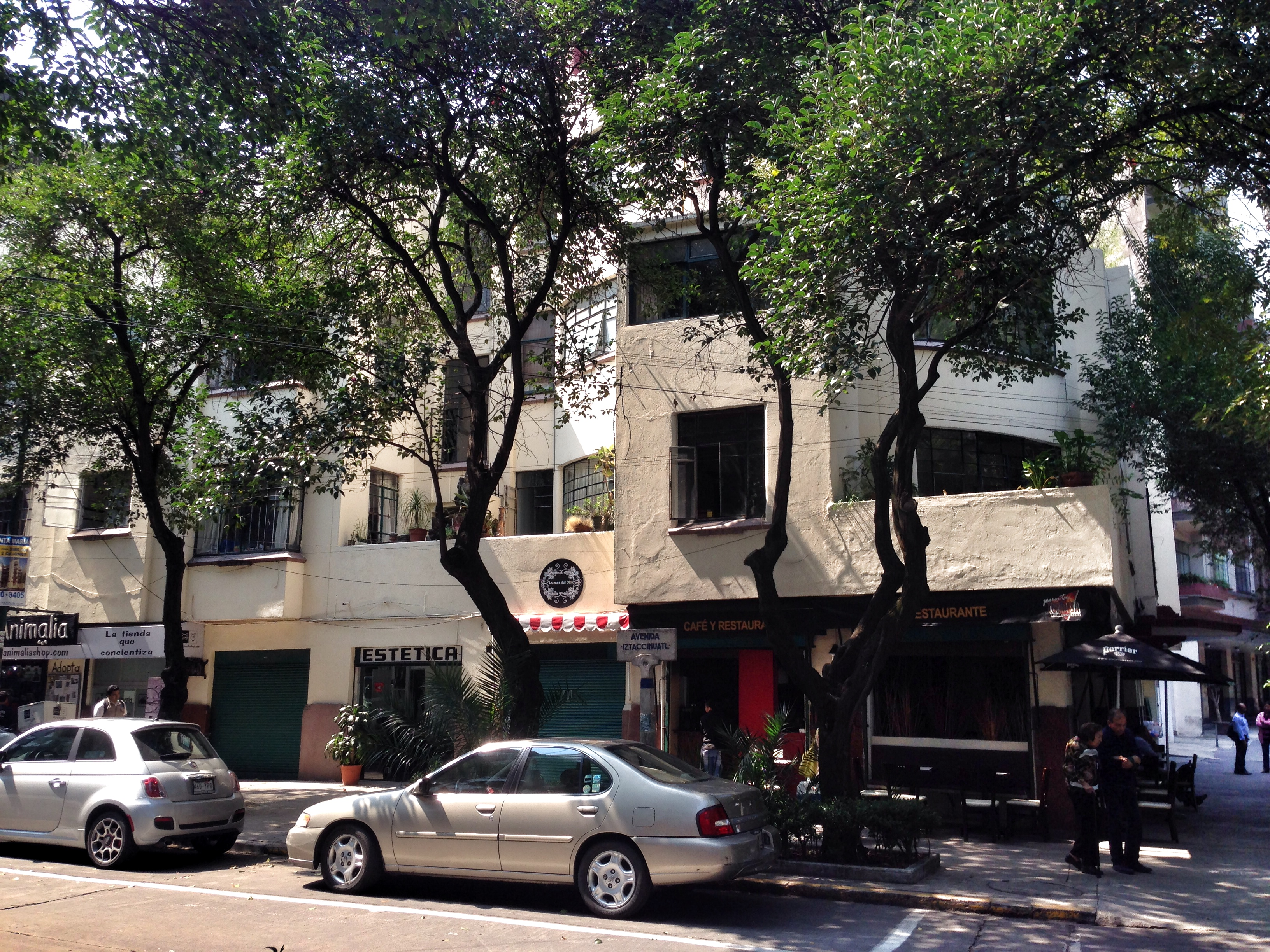
Visto del lado - de Avenida Ixtaccíhuatl

El Edificio México, en el número 123 de la Avenida México, colonia Hipódromo en la Condesa, Ciudad de México, es un célebre edificio art deco por el arquitecto Francisco J. Serrano.
La autora Marisol Flores nota que el edificio se consideraba poco convencional por la época, y por lo tanto se respiraba la modernidad, debido a la incorporación de curvas (anteriormente los cuartos eran de tamaño rectangular), tanto como elementos estadounidenses como clósets, jardines "roof garden" y un gran vestíbulo ("foyer").